# Oligosoma
Oligosoma is een geslacht van hagedissen uit de familie skinken (Scincidae).

## Naam en indeling
De groep werd voor het eerst wetenschappelijk beschreven door Albert Günther in 1872. Er zijn 46 soorten, inclusief de pas in 2018 voor het eerst wetenschappelijk beschreven soort Oligosoma hoparatea. Veel soorten werden eerder tot het geslacht van de slanke skinken (Leiolopisma) gerekend.

## Uiterlijke kenmerken
De soorten uit dit geslacht worden groter dan andere soorten skinken, van Oligosoma homalonotum is bekend dat een lichaamslengte tot 30 centimeter kan worden bereikt. De lichaamskleur is langwerpig van vorm, de poten zijn goed ontwikkeld. De start is langer dan het lichaam.
De voor- en achterpoten dragen vijf vingers respectievelijk tenen. De oogleden zijn beweeglijk, in het onderste ooglid is een doorzichtig venster aanwezig zodat de hagedis met gesloten ogen toch kan zien.

## Verspreiding en habitat
Alle soorten komen voor in Nieuw-Zeeland en vele omringende eilanden en in Australië op Lord Howe-eiland, Norfolk en in New South Wales.
Vrijwel alle soorten leven langs de kust of op eilanden. De habitat bestaat uit diverse omgevingen, van rotsige kustduinen tot kustbossen of tamelijk vochtige bossen in het binnenland.

## Levenswijze
De skinken zijn bodembewoners die leven van kleine ongewervelden. De vrouwtjes zetten eieren af op de bodem. Van sommige soorten is bekend dat ze piepende of grommende geluiden maken als ze worden opgepakt.

## Soorten
Het geslacht omvat de volgende soorten, met de auteur en het verspreidingsgebied.
| Naam                                    | Auteur                                                      | Verspreidingsgebied                                                                            |
| --------------------------------------- | ----------------------------------------------------------- | ---------------------------------------------------------------------------------------------- |
| Oligosoma acrinasum                     | Hardy, 1977                                                 | Nieuw-Zeeland (Breaksea Sound, Fiordland)                                                      |
| Oligosoma aeneum                        | Girard, 1857                                                | Nieuw-Zeeland (Noordereiland)                                                                  |
| Oligosoma alani                         | Robb, 1970                                                  | Nieuw-Zeeland (Noordereiland, Mercuryeilanden)                                                 |
| Oligosoma awakopaka                     | Jewell, 2017                                                | Nieuw-Zeeland (Fiordland)                                                                      |
| Oligosoma burganae                      | Chapple, Bell, Chapple, Miller, Daugherty & Patterson, 2011 | Nieuw-Zeeland                                                                                  |
| Oligosoma chloronoton                   | Hardy, 1977                                                 | Nieuw-Zeeland (Zuid-Otago, Soutland, Stewarteiland)                                            |
| Oligosoma elium                         | Melzer, Bell & Patterson, 2017                              | Nieuw-Zeeland (Motunau eiland)                                                                 |
| Oligosoma fallai                        | McCann, 1955                                                | Nieuw-Zeeland (Driekoningeneilanden)                                                           |
| Oligosoma grande                        | Gray, 1845                                                  | Nieuw-Zeeland (Otago)                                                                          |
| Oligosoma hardyi                        | Chapple, Patterson, Bell & Daugherty, 2008                  | Nieuw-Zeeland (Poor Knights-eilanden)                                                          |
| Oligosoma homalonotum                   | Boulenger, 1906                                             | Nieuw-Zeeland (Great Barriereiland, Little Barriereiland)                                      |
| Oligosoma hoparatea                     | Whitacker, Chapple, Hitchmough, Lettink &Patterson, 2018    | Nieuw-Zeeland                                                                                  |
| Oligosoma inconspicuum                  | Patterson & Daugherty, 1990                                 | Nieuw-Zeeland (Otago, Southland)                                                               |
| Slanke skink (Oligosoma infrapunctatum) | Boulenger, 1887                                             | Nieuw-Zeeland (Noordereiland, Stephens Island, Zuidereiland                                    |
| Oligosoma judgei                        | Patterson & Bell, 2009                                      | Nieuw-Zeeland (Zuidereiland                                                                    |
| Oligosoma kokowai                       | Melzer, Bell & Patterson, 2017                              | Nieuw-Zeeland (The Brothers)                                                                   |
| Oligosoma levidensum                    | Chapple, Patterson, Bell & Daugherty, 2008                  | Nieuw-Zeeland (Noordereiland)                                                                  |
| Oligosoma lichenigera                   | O'Shaughnessy, 1874                                         | Australië (Lord Howe-eiland, Norfolk, New South Wales)                                         |
| Oligosoma lineoocellatum                | Duméril, 1851                                               | Nieuw-Zeeland (Noordereiland, Zuidereiland)                                                    |
| Oligosoma longipes                      | Patterson, 1997                                             | Nieuw-Zeeland                                                                                  |
| Oligosoma maccanni                      | Hardy, 1977                                                 | Nieuw-Zeeland (zuidelijk Noordereiland, Zuidereiland)                                          |
| Oligosoma macgregori                    | Robb, 1975                                                  | Nieuw-Zeeland (Noordereiland, eilanden in de Golf van Hauraki, Mana Island, Cavalli-eilanden)  |
| Oligosoma microlepis                    | Patterson & Daugherty, 1990                                 | Nieuw-Zeeland (Noordereiland)                                                                  |
| Oligosoma moco                          | Duméril & Bibron, 1839                                      | Nieuw-Zeeland (Noordereiland)                                                                  |
| Oligosoma nigriplantare                 | Peters, 1874                                                | Nieuw-Zeeland (Chathameilanden)                                                                |
| Oligosoma northlandi                    | Worthy, 1991                                                | Nieuw-Zeeland (Northland)                                                                      |
| Oligosoma notosaurus                    | Patterson & Daugherty, 1990                                 | Nieuw-Zeeland (Stewarteiland)                                                                  |
| Oligosoma oliveri                       | McCann, 1955                                                | Nieuw-Zeeland Aldermeneilanden, Eilanden in de Bay of Plenty, Korapuki)                        |
| Oligosoma ornatum                       | Gray, 1843                                                  | Nieuw-Zeeland (Noordereiland)                                                                  |
| Oligosoma otagense                      | McCann, 1955                                                | Nieuw-Zeeland (Noordereiland, Zuidereiland)                                                    |
| Oligosoma pikitanga                     | Bell & Patterson, 2008                                      | Nieuw-Zeeland                                                                                  |
| Oligosoma polychroma                    | Patterson & Daugherty, 1990                                 | Nieuw-Zeeland (Noordereiland, Zuidereiland)                                                    |
| Oligosoma prasinum                      | Melzer, Bell & Patterson, 2017                              | Nieuw-Zeeland (Zuidereiland (Lake Tekapo))                                                     |
| Oligosoma repens                        | Chapple, Bell, Chapple, Miller, Daugherty & Patterson, 2011 | Nieuw-Zeeland                                                                                  |
| Oligosoma roimata                       | Patterson, Hitchmough & Chapple, 2013                       | Nieuw-Zeeland (Poor Knights-eilanden (Aorangi Island))                                         |
| Oligosoma smithi                        | Gray, 1845                                                  | Nieuw-Zeeland (Aldermeneilanden, Great Barriereiland, Noordereiland, Poor Knights-eilanden     |
| Oligosoma stenotis                      | Patterson & Daugherty, 1994                                 | Nieuw-Zeeland (Stewarteiland)                                                                  |
| Oligosoma striatum                      | Buller, 1871                                                | Nieuw-Zeeland (Noordereiland)                                                                  |
| Oligosoma suteri                        | Boulenger, 1906                                             | Nieuw-Zeeland (Aldermeneilanden, Driekoningeneilanden, Great Barriereiland, Noordereiland)     |
| Oligosoma taumakae                      | Chapple & Patterson, 2007                                   | Nieuw-Zeeland (Open Bay Islands)                                                               |
| Oligosoma tekakahu                      | Chapple, Bell, Chapple, Miller, Daugherty & Patterson, 2011 | Nieuw-Zeeland                                                                                  |
| Oligosoma toka                          | Chapple, Bell, Chapple, Miller, Daugherty & Patterson, 2011 | Nieuw-Zeeland                                                                                  |
| Oligosoma townsi                        | Chapple, Patterson, Gleeson, Daugherty & Ritchie, 2008      | Nieuw-Zeeland (Great Barriereiland, Hen and Chicken-eilanden, Little Barriereiland, Makohinau) |
| Oligosoma waimatense                    | McCann, 1955                                                | Nieuw-Zeeland (Zuidereiland)                                                                   |
| Oligosoma whitakeri                     | Hardy, 1977                                                 | Nieuw-Zeeland (Noordereiland)                                                                  |
| Oligosoma zelandicum                    | Gray, 1843                                                  | Nieuw-Zeeland (Noordereiland, Zuidereiland)                                                    |